# Liste der Naturdenkmale in Bad Bertrich
Die Liste der Naturdenkmale in Bad Bertrich nennt die im Gemeindegebiet von Bad Bertrich ausgewiesenen Naturdenkmale (Stand 25. März 2024).

## Naturdenkmale
| Nr.         | Bezeichnung                   | Lage                                                                       | Beschreibung | Bild                          |
| ----------- | ----------------------------- | -------------------------------------------------------------------------- | --- | ----------------------------- |
| ND-7135-374 | Buchsbaumbestände am Palmberg | Bad Bertrich, nordwestlich oberhalb des Ortes; Abteilung Wingertsberg Lage | Buxus sempervirens; flächenhaftes Naturdenkmal, ca. 6,1ha                                                                                          | mehr Fotos \| Fotos hochladen |
| ND-7135-375 | Thuja im Alleegarten          | Bad Bertrich, Kurfürstenstraße, bei Nr. 34 Lage                            | Thuja plicata | mehr Fotos \| Fotos hochladen |
| ND-7135-395 | Vier Kastanien                | Kennfus, südlich des Ortes; Flur Auf dem Oberkern Lage                     | Aesculus hippocastanum, vier Bäume | mehr Fotos \| Fotos hochladen |
| ND-7135-447 | Käse- oder Elfengrotte        | Bad Bertrich, westlich des Ortes; Flur Seeserhöstchen Lage                 | Lavadurchgang, quergerissene Basaltsäulen ergeben Formen in Form großer gestapelter Käselaibe mit Höhlendurchbruch und naher tertiärer Fließspalte | mehr Fotos \| Fotos hochladen |